# Goddess of Victory: Nikke
Goddess of Victory: Nikke é um videogame RPG de ação e tiro em terceira pessoa desenvolvido pela Shift Up e publicado pela Level Infinite. O desenvolvimento do Nikke começou em 2017 e foi lançado para Android e iOS em 2022 e Windows em 2023. O sistema de batalha baseado em ação do jogo gira em torno da troca rápida de personagens e o uso de habilidades de combate em um ambiente de estilo anime. O jogo é free-to-play e conta com um sistema de jogo gacha, por meio do qual as compras no aplicativo são utilizadas como forma de monetização.
Goddess of Victory: Nikke se passa em um futuro pós-apocalíptico onde a superfície da Terra foi derrubada por alienígenas mecânicos. Os humanos sobreviventes fugiram para o subsolo e produziram soldados artificiais chamados Nikkes. A história segue um comandante e seu esquadrão de Nikkes que esperam recuperar a superfície.